# Baldassare Longhena
Baldassare Longhéna (Venezia, 1596-1597 – Venezia, 18 febbraio 1682) è stato un architetto e scultore italiano della Repubblica di Venezia fra i più celebri e rappresentativi del suo tempo.

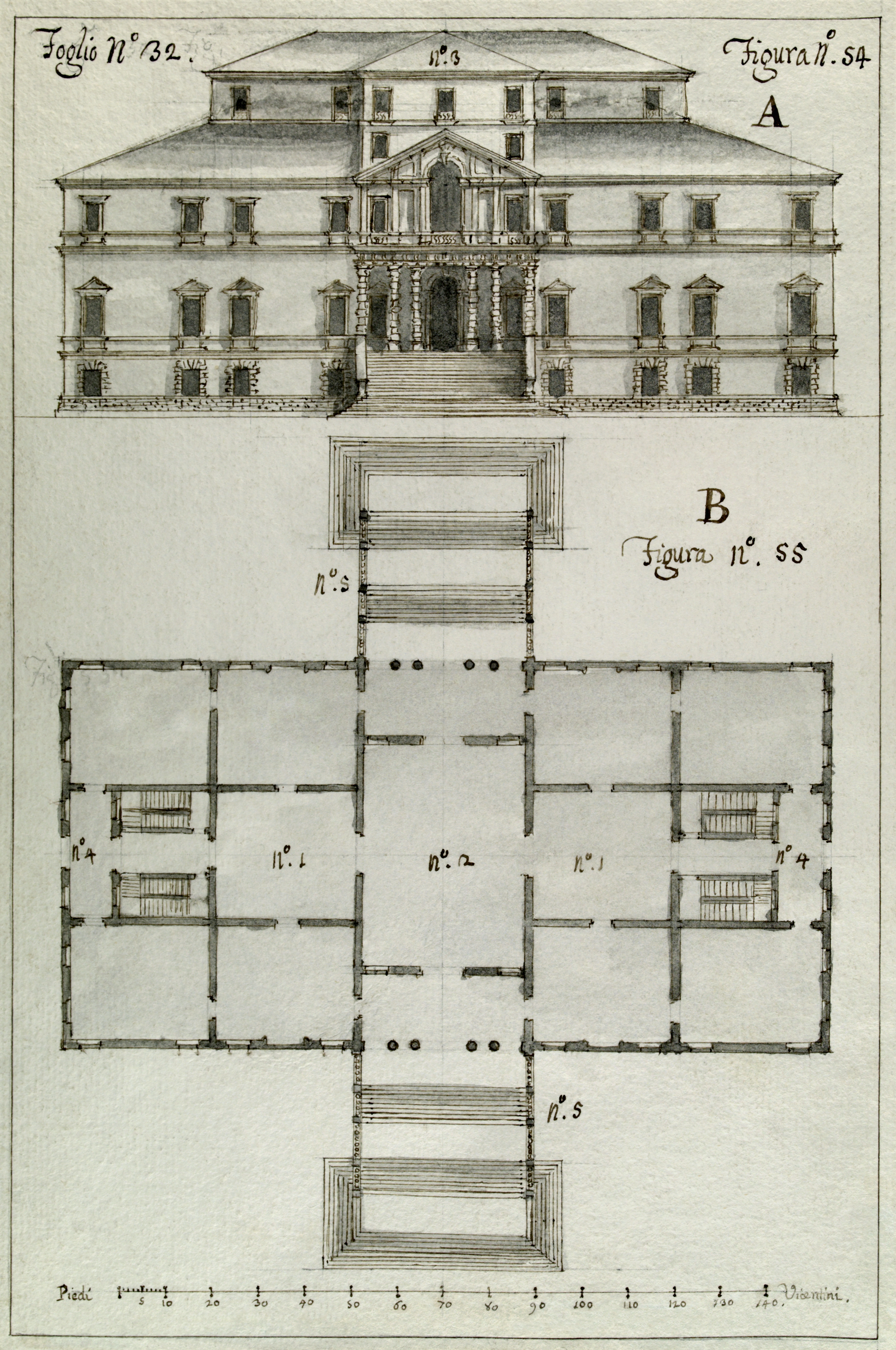
Villa Da Lezze a Rovarè di Baldassare Longhena (distrutta). Disegni di Francesco Muttoni che avrebbero dovuto costituire la base per le incisioni di Giorgio Fossati per essere inclusi nel vol. decimo dell'edizione del trattato di Palladio di Muttoni (Venezia, 1740-48); Il vol. decimo non fu mai pubblicato.

L'attività di Longhena si concentrò soprattutto a Venezia e nelle immediate vicinanze della città lagunare.

## Biografia
Primogenito di Melchisedech Longhena e di una Giacomina, entrambi di origini bresciane, nacque quasi certamente a Venezia tra la fine del 1596 e l'inizio del 1597. La data di nascita non è nota con precisione in quanto i documenti della parrocchia di San Provolo (dove molto probabilmente venne alla luce) relativi a quel periodo sono andati perduti; nell'elenco dei tagliapietra del 1672, però, viene citato come settantacinquenne e nell'atto di morte del 1682 come ottantacinquenne. Ebbe tre fratelli, Decio, Medea e Giovanni.
La critica recente ha completamente rivisto le ipotesi negative attorno alla sua formazione; sino agli anni 1950, infatti, si riteneva valido il giudizio di Tommaso Temanza (1778) che lo considerava un umilissimo scalpellino privo di studi riuscito col tempo a raggiungere il rango di architetto di Stato.
È vero che si formò nella bottega del padre Melchisedech, ma quest'ultimo era molto più di un modesto tagliapietra e poteva vantare rapporti con personalità quali Alessandro Vittoria e Vincenzo Scamozzi. Contribuirono alla sua educazione artistica anche lo studio di Andrea Palladio e di Sebastiano Serlio, nonché il mecenatismo della famiglia Contarini. Lavorò anche in campo più "burocratico" (preparazione di lettere, gestione di contabilità) facendo di sé stesso uno dei primi esempi di architetto professionista.
Iniziò poco più che ventenne a mettersi in luce con i rifacimenti del palazzo Malipiero (1621-1622) e con la radicale ristrutturazione del palazzo Giustinian Lolin (1623).

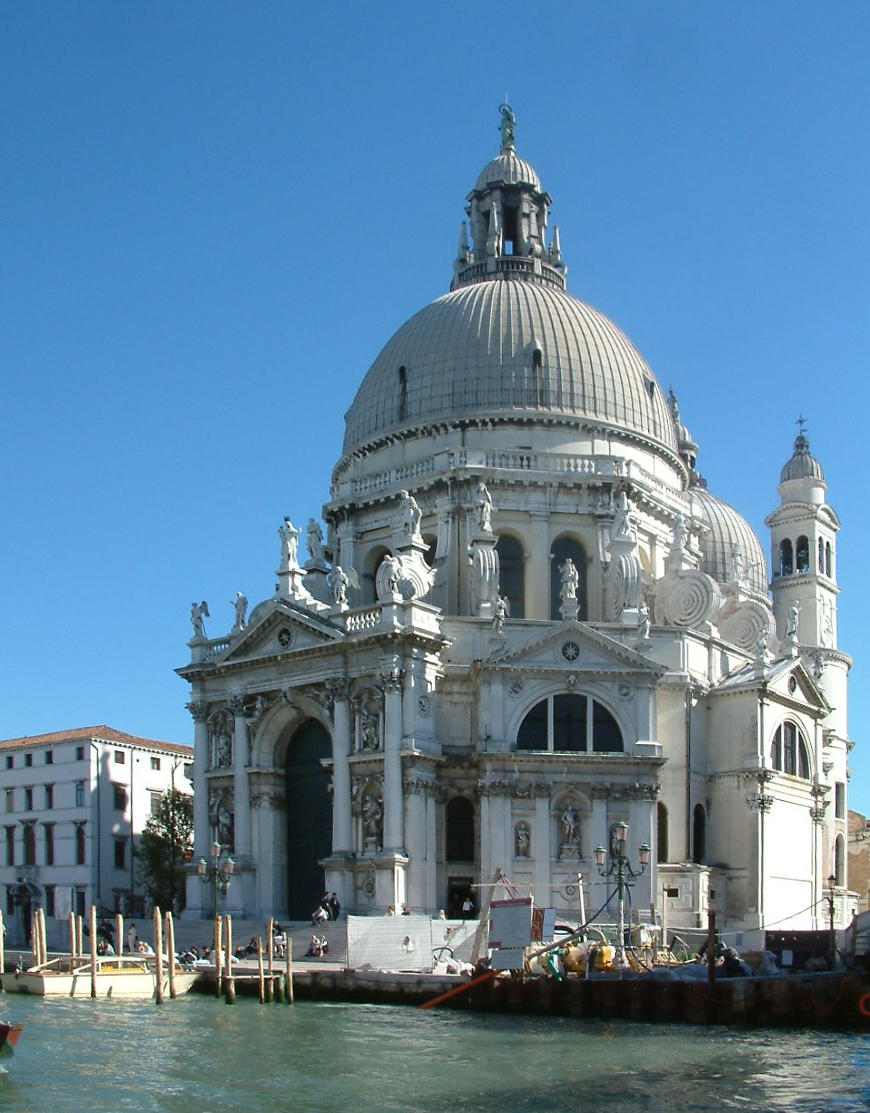
Basilica di Santa Maria della Salute dal Canal Grande

Nel 1631 fu incaricato di progettare ed erigere la Basilica di Santa Maria della Salute, sua creazione più significativa e una delle grandi gioie del barocco veneto ed italiano. La Basilica fu costruita per un ex voto da parte della cittadinanza al termine di una terribile epidemia di peste che infuriò nel 1630 a Venezia ed in gran parte dell'Italia settentrionale. Il corpo centrale, di forma ottagonale, è sormontato da una cupola che si staglia imponente dalla Punta da Mar ed è perfettamente visibile sia dal Canal Grande che dalla piazza San Marco. La severa classicità del suo interno contrasta nettamente con le ardite concezioni scenografiche della parte esterna che si articola in forme ricche di movimento di chiara ispirazione barocca. La costruzione della basilica richiese oltre mezzo secolo: l'edificio fu inaugurato infatti solo nel 1687, cinque anni dopo la morte del suo ideatore.
Il Longhena fu profondamente influenzato da due sommi maestri del Cinquecento italiano, Jacopo Sansovino e Andrea Palladio. Pienamente inserito nelle correnti barocche del suo tempo, l'architetto riuscì a conferire ad alcune sue opere una sontuosità e degli effetti chiaroscurali carichi di un profondo drammatismo, riscontrabile soprattutto in quello che fu il suo capolavoro indiscusso, Santa Maria della Salute.
Allievi e successivamente collaboratori ed epigoni del Longhena furono Giuseppe Sardi (1630-1699), Bernardo Falconi di Bissone, Antonio Gaspari (1670-1738) e l'altoatesino Peter Strudel. Il primo, originario di Morcote, lavorò a fianco del grande maestro nella realizzazione della chiesa dell'Ospedaletto, mentre il Gaspari seguì i lavori di edificazione di Ca' Pesaro dopo la morte del Longhena.

## Opere

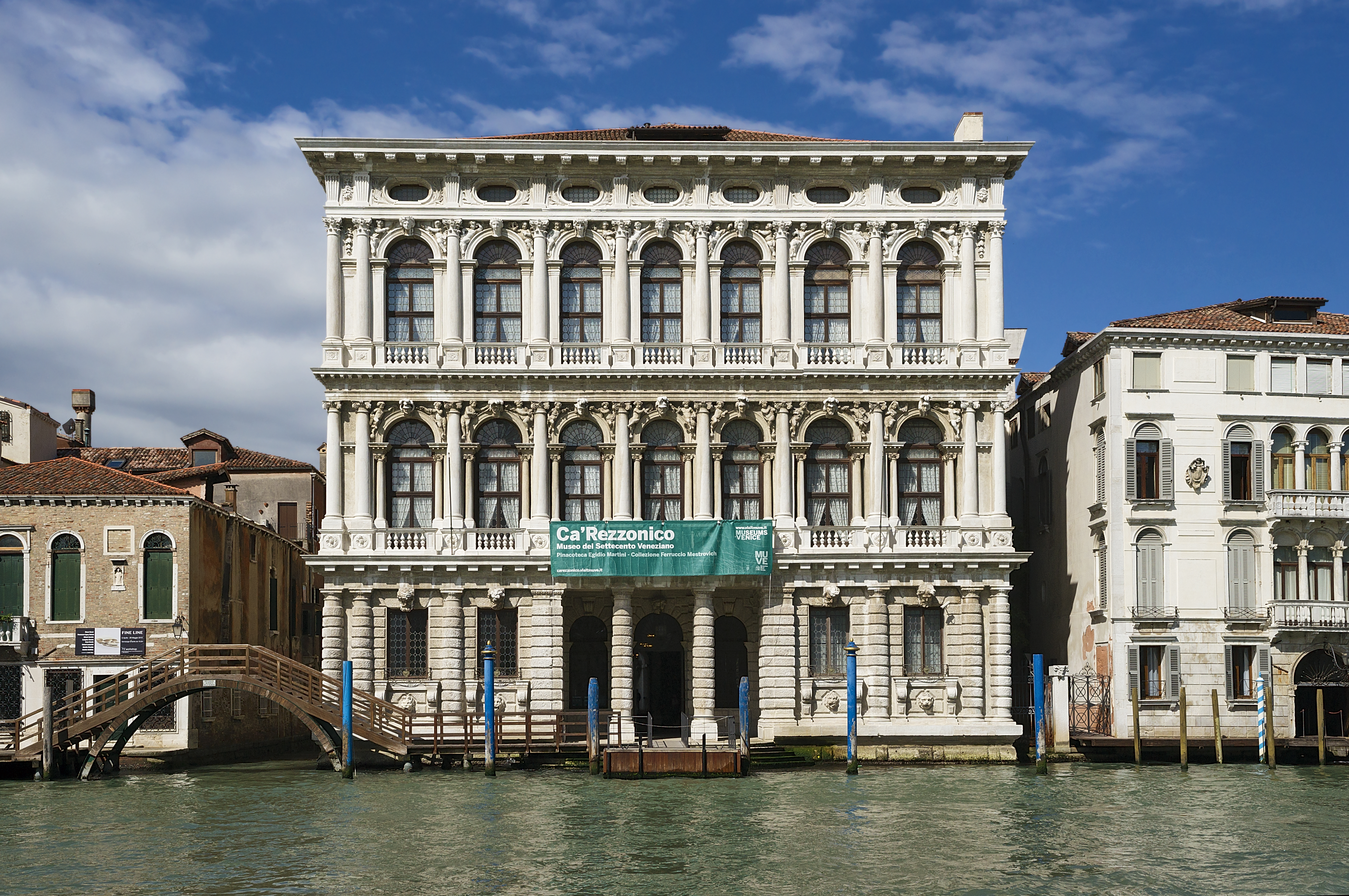
Ca' Rezzonico dal Canal Grande

Fra le sue maggiori realizzazioni, oltre Santa Maria della Salute, vi sono:
- Duomo di Chioggia (distrutto da un incendio nel 1623 e rifatto dal Longhena a partire dal 1633)
- Palazzo del Broletto, Brescia (realizzazione delle decorazioni del cortile interno, 1626)[2]
- Procuratie Nuove, Venezia (lasciate incompiute da Vincenzo Scamozzi e terminate dal Longhena attorno al 1640)
- Scalinata della biblioteca di San Giorgio Maggiore, Venezia (1641-1646)
- Palazzo Belloni Battagia, a Venezia (1648-1660)
- Cappella Vendramin in San Pietro di Castello, Venezia (1649)
- Santa Maria di Nazareth, nota anche come Chiesa degli Scalzi, Venezia (1656-1663)
- Santa Maria Assunta, Loreo, provincia di Rovigo (1658-1675)
- Ca' Pesaro, Venezia (1659-1682; completato da Antonio Gaspari nel 1710)
- Palazzo Zane Collalto, Venezia (1665; portato a termine dal Gaspari)
- Chiesa dell'Ospedaletto di San Giovanni e Paolo, Venezia (1667-1678)
- Ca' Rezzonico, Venezia (Ex Palazzo Bon, 1667-1682; completato da Giorgio Massari nel 1756)
- Villa Paccagnella, Conegliano (1679)
- Villa Angarano, Bassano del Grappa (seconda metà del XVII secolo), completamento del corpo centrale, a partire dalle strutture cinquecentesche del Palladio

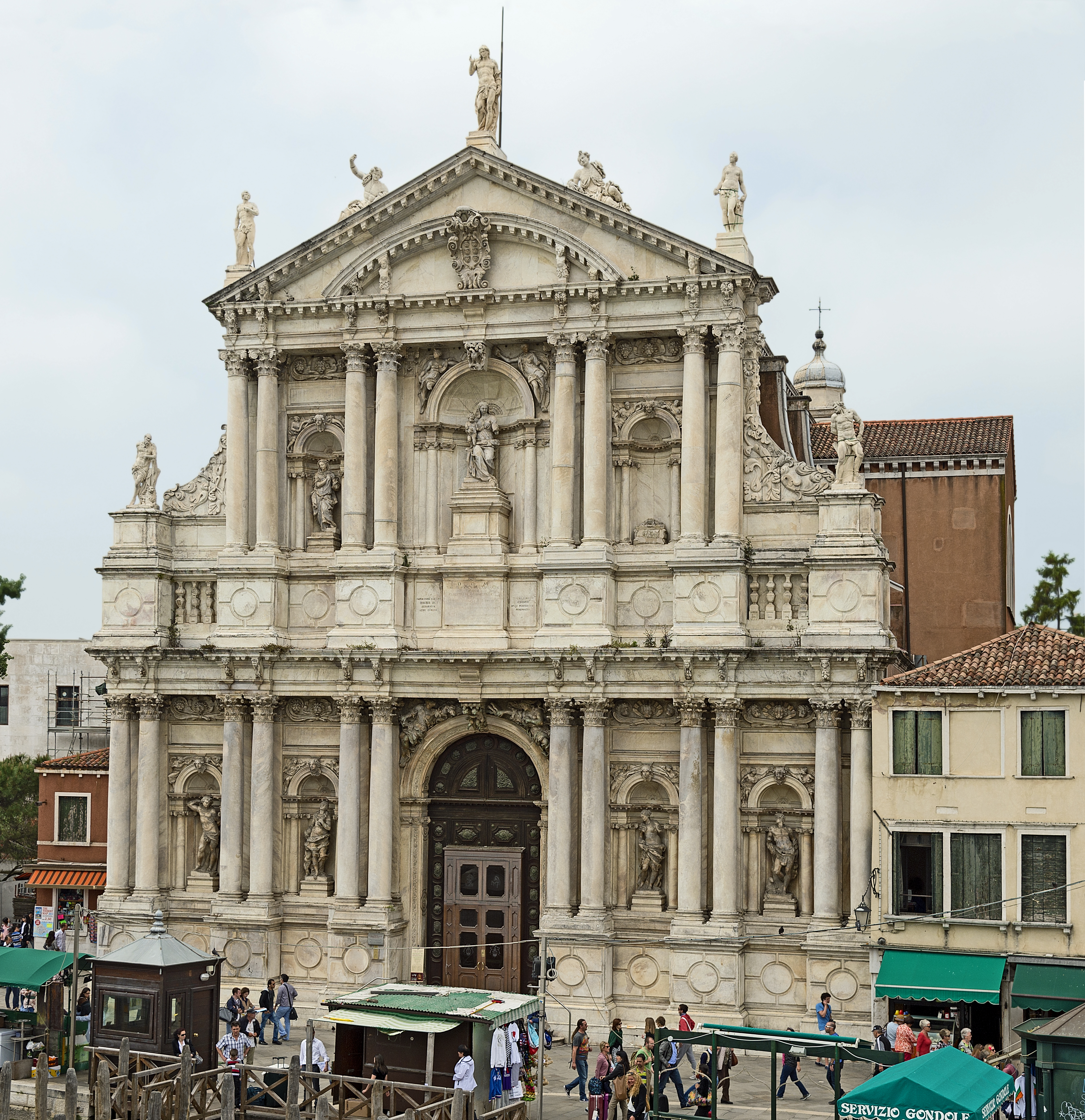
Chiesa degli Scalzi sul Canal Grande
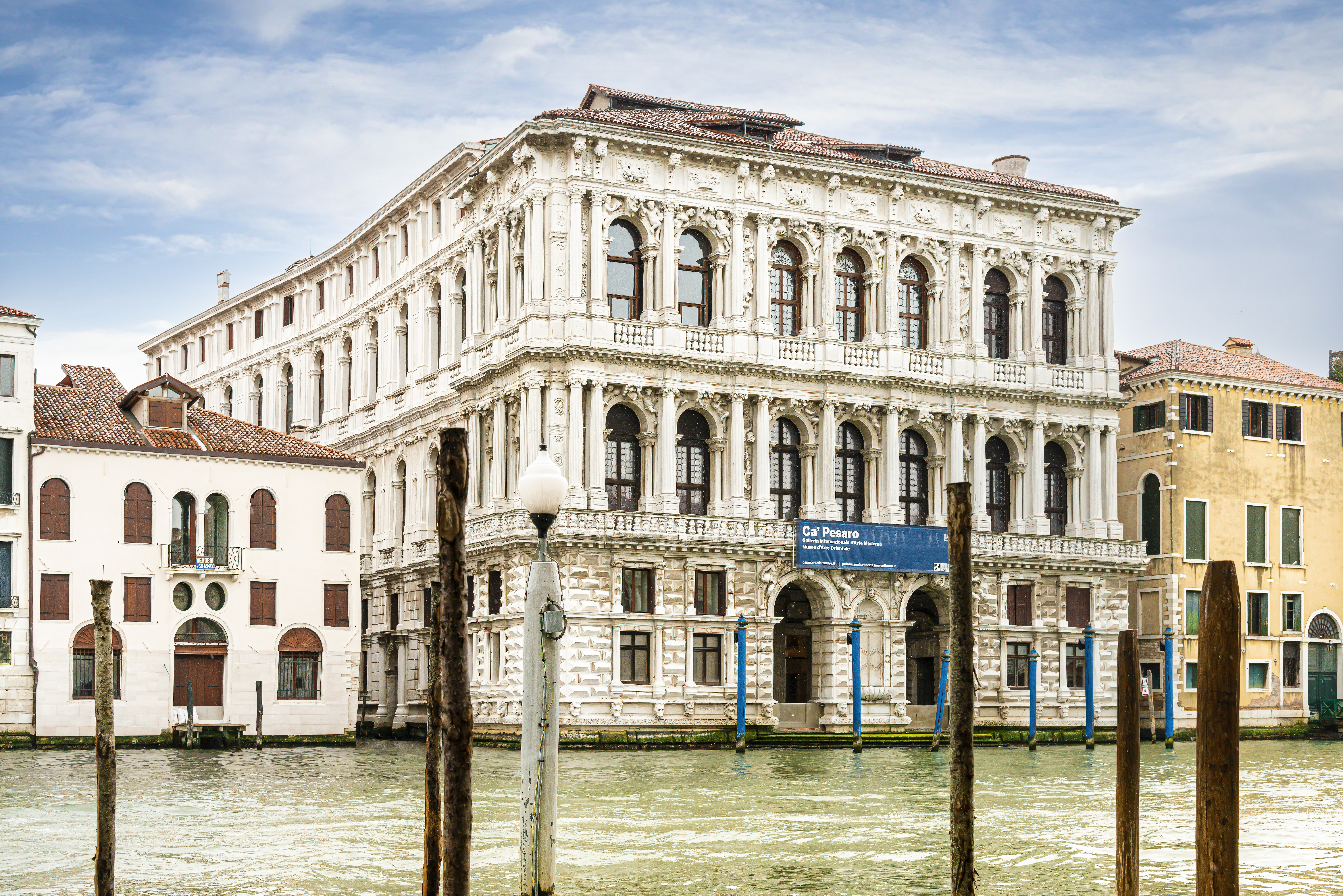
Ca' Pesaro dal Canal Grande
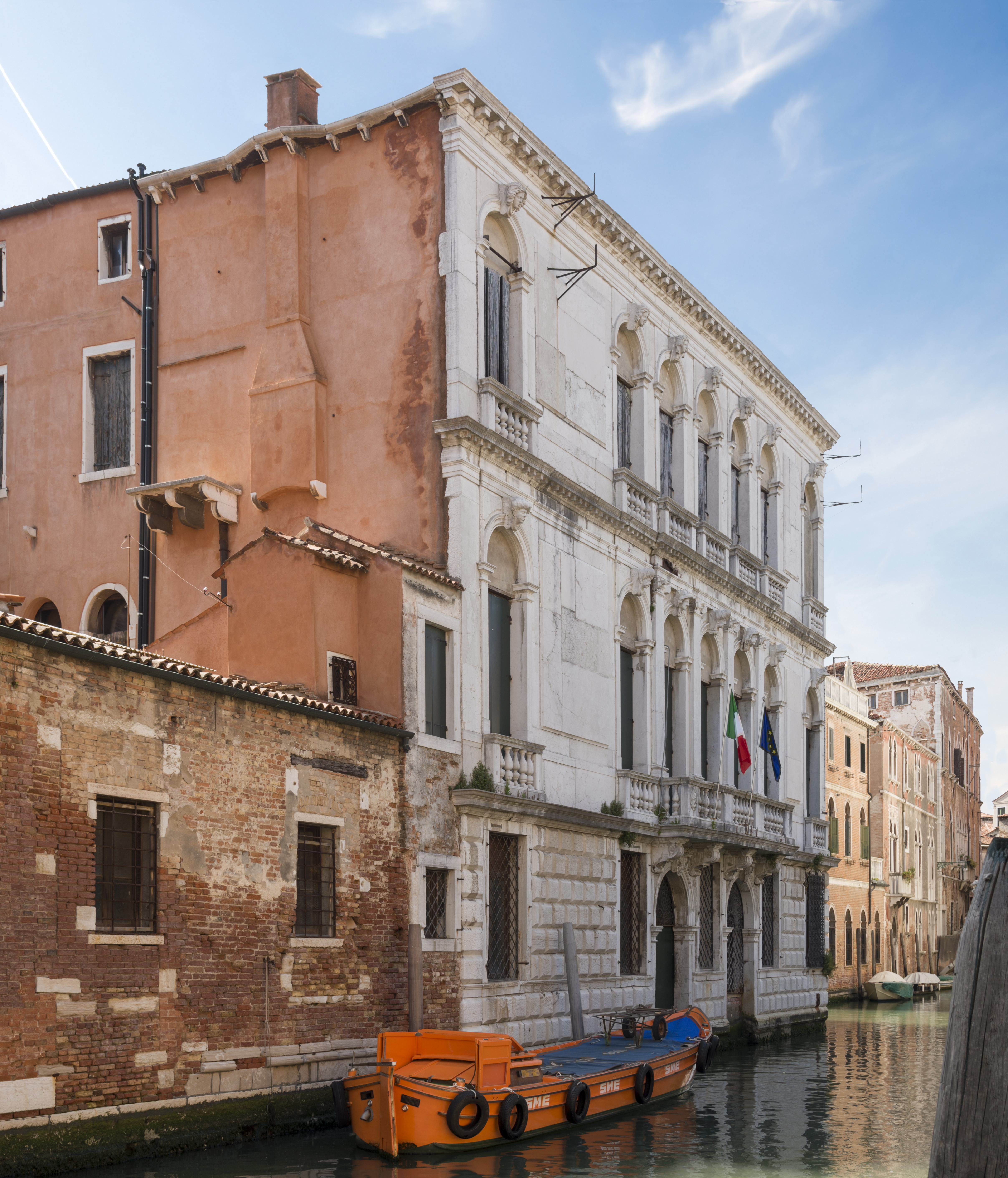
Palazzo Zane Collalto
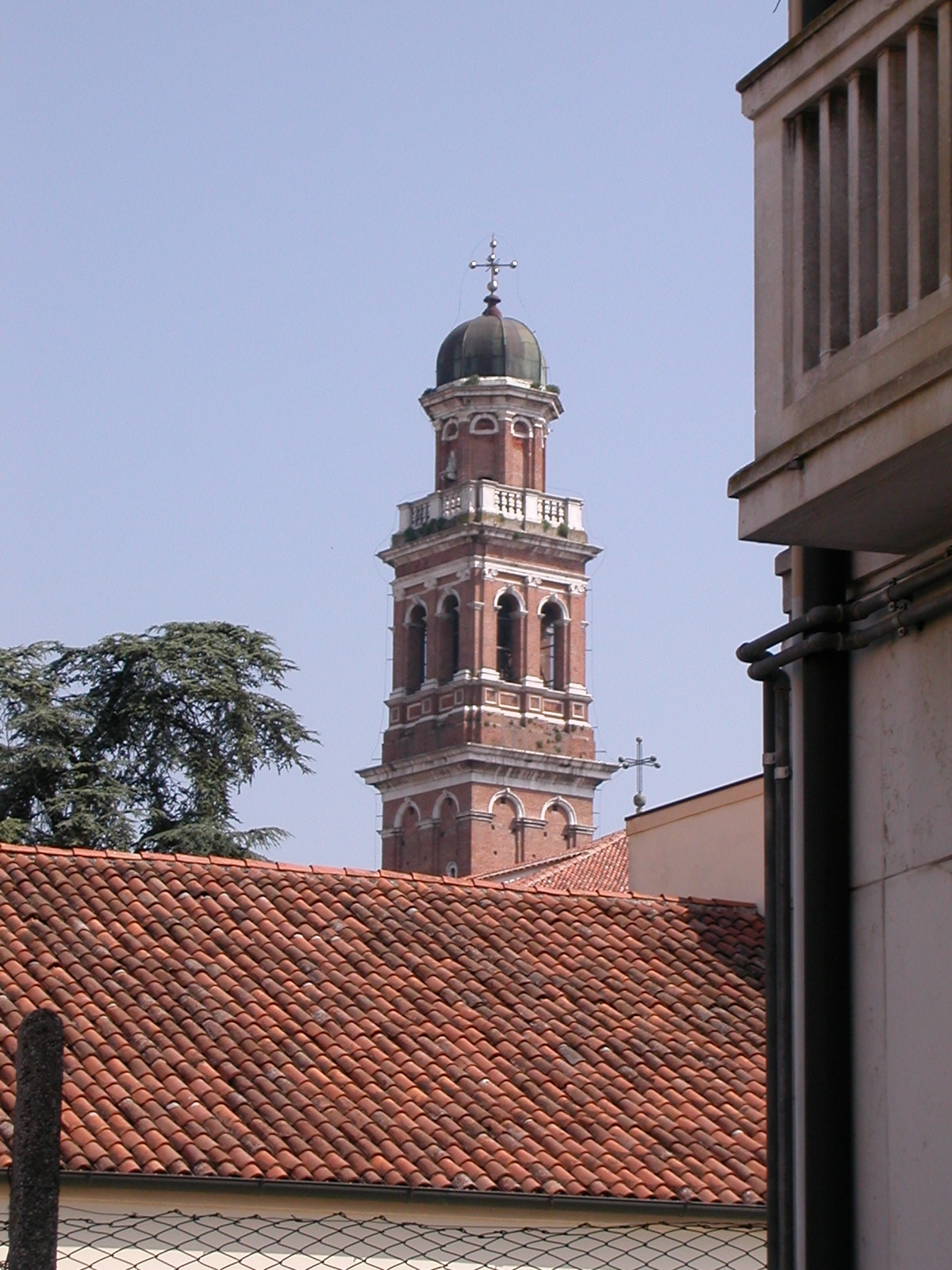
L'estremità superiore del campanile della Chiesa di Santa Maria del Soccorso, detta la Rotonda, a Rovigo.
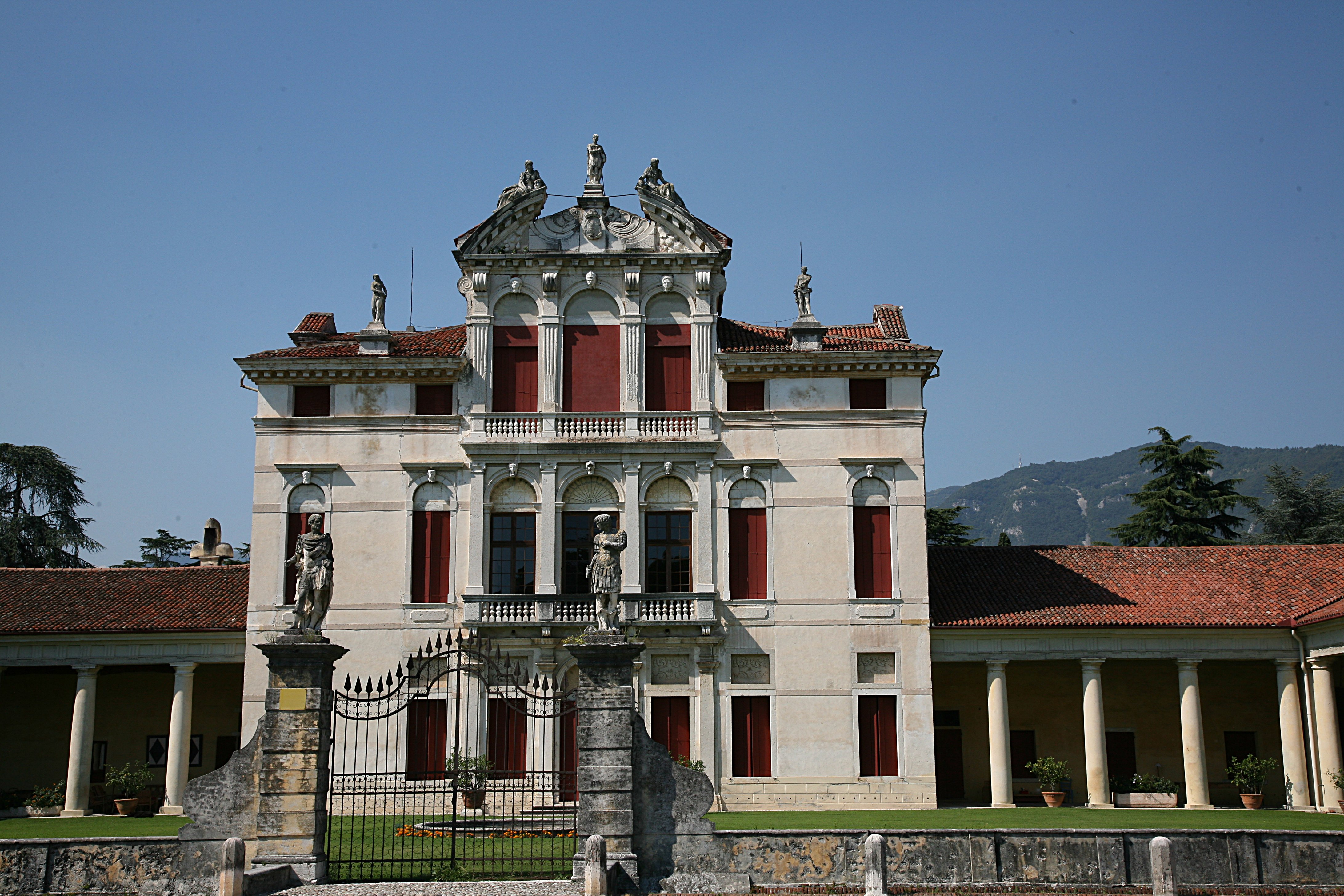
Il corpo centrale di Villa Angarano a Bassano del Grappa
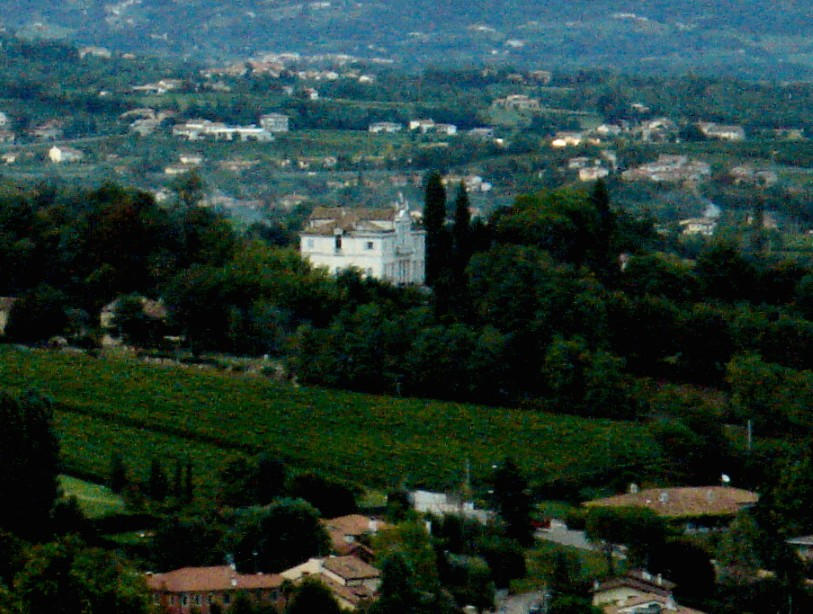
Villa Paccagnella, a Conegliano
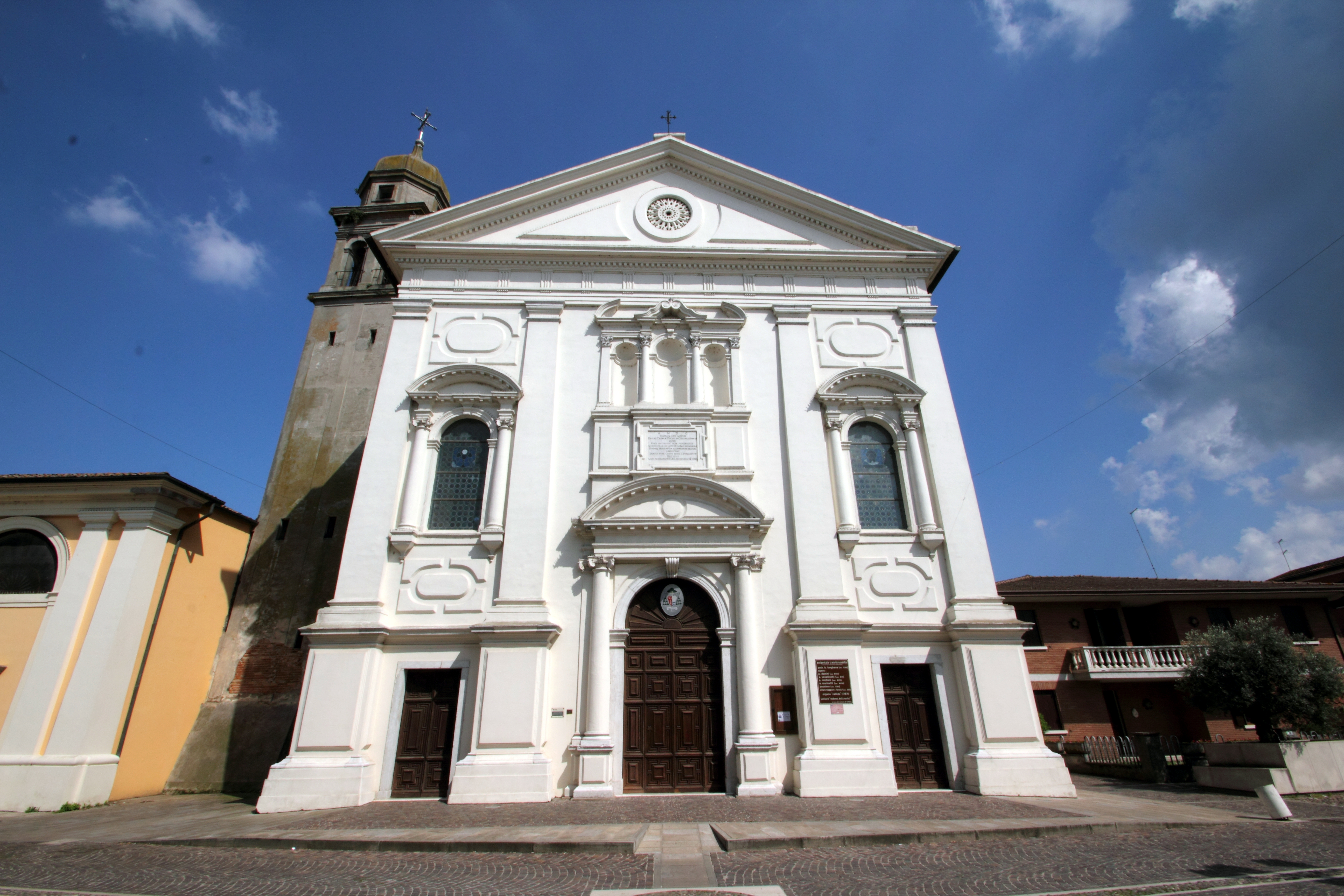
Chiesa Arcipretale di Santa Maria Assunta a Loreo (RO)